# Otacilia tongboshan
Espèce
Otacilia tongboshan est une espèce d'araignées aranéomorphes de la famille des Phrurolithidae.

## Distribution
Cette espèce est endémique du Jiangxi en Chine,. Elle se rencontre dans le district de Guangfeng.

## Description
Le mâle holotype mesure 3,22 mm et la femelle paratype 4,13 mm.

## Systématique et taxinomie
Cette espèce a été décrite par Liu en 2025.

## Étymologie
Son nom d'espèce lui a été donné en référence au lieu de sa découverte, la réserve naturelle nationale de Tongboshan.

## Publication originale
- Jiang, Lin, Wang, Yao & Liu, 2025 : « A new species of Otacilia Thorell, 1897 (Araneae, Phrurolithidae) from Tongboshan National Nature Reserve, Jiangxi Province, China. » Biodiversity Data Journal, vol. 13, no e144804, p. 1-12 (texte intégral).